# Enicospilus univittatus
Enicospilus univittatus là một loài tò vò trong họ Ichneumonidae.